# 6661 Ikemura
6661 Ikemura è un asteroide della fascia principale. Scoperto nel 1993, presenta un'orbita caratterizzata da un semiasse maggiore pari a 2,3754760 UA e da un'eccentricità di 0,1720238, inclinata di 2,69123° rispetto all'eclittica.
È stato dedicato all'astrofilo giapponese Toshihiko Ikemura.